# Liste der Biografien/Dat
Liste der Biografien |
Portal Biografien |
Personensuche
# |
A |
B |
C |
D |
E |
F |
G |
H |
I |
J |
K |
L |
M |
N |
O |
P |
Q |
R |
S |
T |
U |
V |
W |
X |
Y |
Z |
?
 
Da |
Db |
Dc |
Dd |
De |
Dg |
Dh |
Di |
Dj |
Dk |
Dl |
Dm |
Dn |
Do |
Dq |
Dr |
Ds |
Du |
Dv |
Dw |
Dy |
Dz
 
Daa |
Dab |
Dac |
Dad |
Dae |
Daf |
Dag |
Dah |
Dai |
Daj |
Dak |
Dal |
Dam |
Dan |
Dao |
Dap |
Daq |
Dar |
Das |
Dat |
Dau |
Dav |
Daw |
Dax |
Day |
Daz
Die Liste der Biografien führt alle Personen auf, die in der deutschsprachigen Wikipedia einen Artikel haben. Dieses ist eine Teilliste mit 91 Einträgen von Personen, deren Namen mit den Buchstaben „Dat“ beginnt.

## Dat

### Data
- Data Luv (* 2004), deutscher Rapper
- Datames († 362 v. Chr.), persischer Satrap
- Datan, Person im Alten Testament, Sohn des Rubeniters Eliab
- Dataphernes, persischer Adliger

### Datc
- Datcharry, Didier (1958–2018), französischer Jazzpianist des Swing und Mainstream Jazz
- Datcher, Alex (* 1962), US-amerikanische Schauspielerin
- Datcher, Jane Eleanor (1868–1934), US-amerikanische Botanikerin und Lehrerin
- Datcu, Ilie (* 1937), rumänischer Fußballspieler

### Date
- Date Masamune (1567–1636), japanischer Daimyo, Schwertkämpfer und TaktikerDate Masamune (1567–1636)

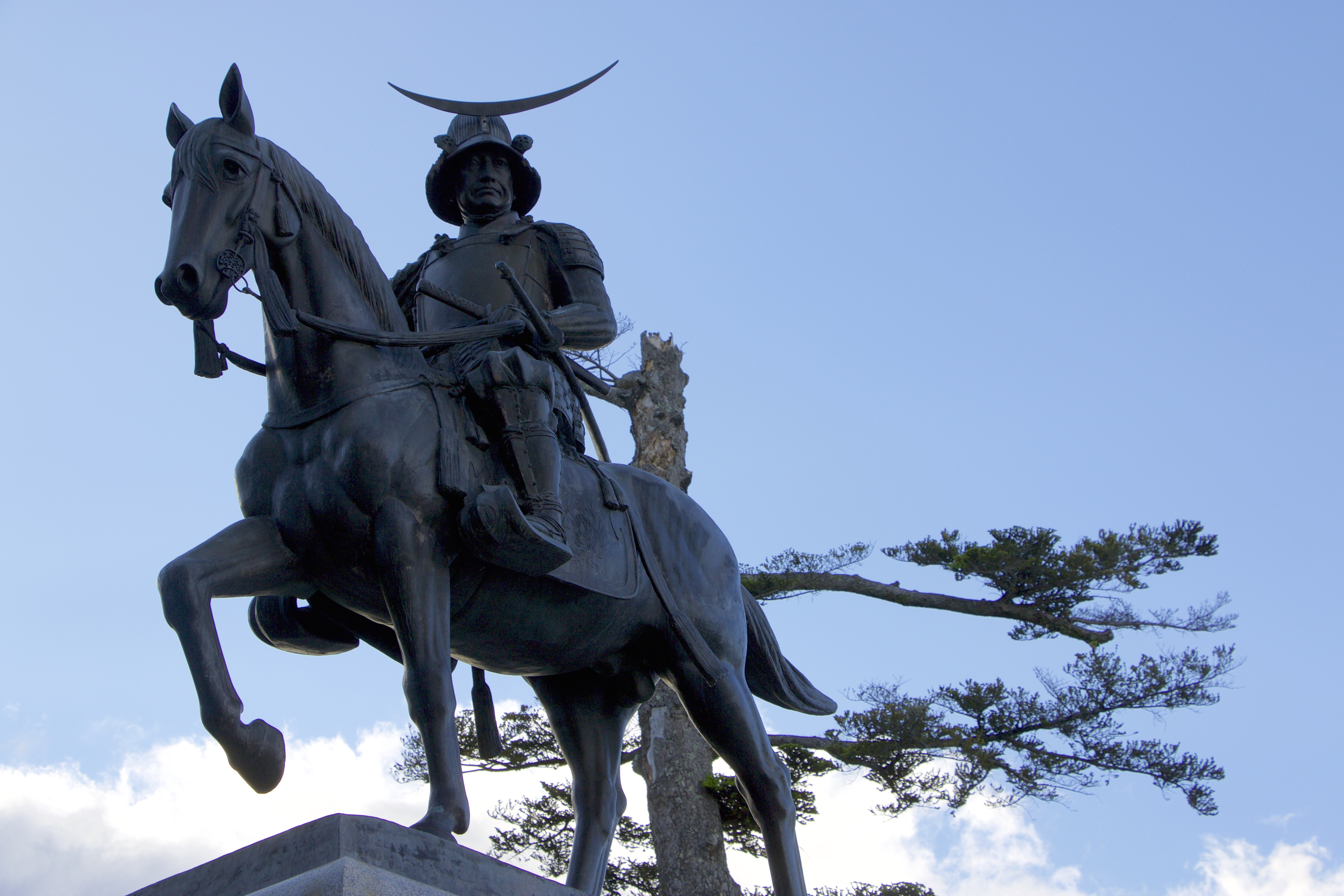
Date Masamune (1567–1636)

- Date, Christopher J. (* 1941), britischer Autor, Dozent, Forscher und Berater
- Date, Chūichi (* 1939), japanischer Politiker
- Date, Jiichirō (1952–2018), japanischer Ringer
- Date, Kimiko (* 1970), japanische Tennisspielerin
- Date, Michihisa (* 1966), japanischer Fußballspieler
- Date, Munenari (1818–1892), japanischer Politiker
- Date, Terry (* 1956), US-amerikanischer Musikproduzent
- Ďatelinka, Ivan (* 1983), slowakischer Eishockeyspieler
- Dater, Judy (* 1941), US-amerikanische Fotografin und Feministin
- Däter, Olaf (* 1969), deutscher Serienmörder

### Dath
- Dath, Dietmar (* 1970), deutscher Autor, Journalist und ÜbersetzerDietmar Dath (* 1970)

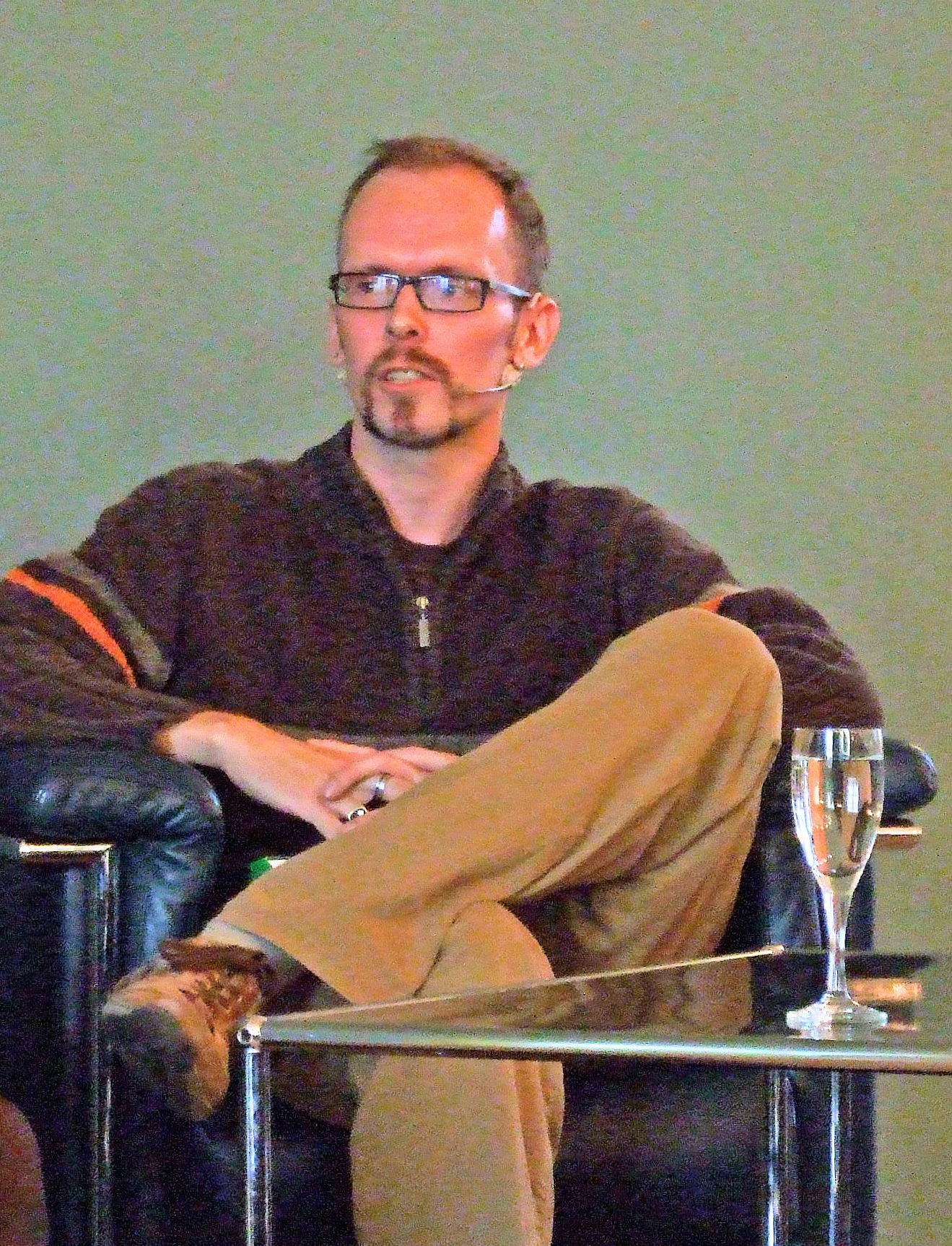
Dietmar Dath (* 1970)

- d’Athanasi, Giovanni (1798–1854), griechischer Kunsthändler und Ägyptologe
- Dathe von Burgk, Arthur (1823–1897), deutscher Montanunternehmer und Politiker
- Dathe von Burgk, Carl Friedrich August (1791–1872), deutscher Industrieller, MdL
- Dathe von Burgk, Maximilian (1853–1931), deutscher Montanunternehmer und Politiker
- Dathe, Andreas (1703–1768), hanseatischer Konsul und Historiker
- Dathe, Carl Gottfried (1722–1802), Bergwerksunternehmer
- Dathe, Claudia (* 1971), deutsche Übersetzerin
- Dathe, Ernst (1845–1917), deutscher Geologe
- Dathe, Ernst (* 1891), deutscher Fußballspieler
- Dathe, Gustav (1813–1880), deutscher Lehrer und Imker
- Dathe, Heinrich (1910–1991), deutscher Zoologe
- Dathe, Hieronymus (1667–1707), deutscher lutherischer Theologe
- Dathe, Holger Heinrich (* 1945), deutscher Entomologe
- Dathe, Johann August (1731–1791), deutscher Orientalist
- Dathe, Peter (* 1951), deutscher Polizist und Direktor des Bayerischen Landeskriminalamts
- Dathenus, Petrus (1531–1588), niederländischer reformierter Theologe, Reformator, Bibelübersetzer
- Dathus, Bischof von Ravenna, Heiliger

### Dati
- Dati, Carlo Roberto (1619–1676), italienischer Gelehrter
- Dati, Giuliano († 1523), florentiner Theologe und Dichter
- Dati, Leonardo (1360–1425), italienischer Dominikaner und Humanist
- Dati, Rachida (* 1965), französische Politikerin, MdEPRachida Dati (* 1965)

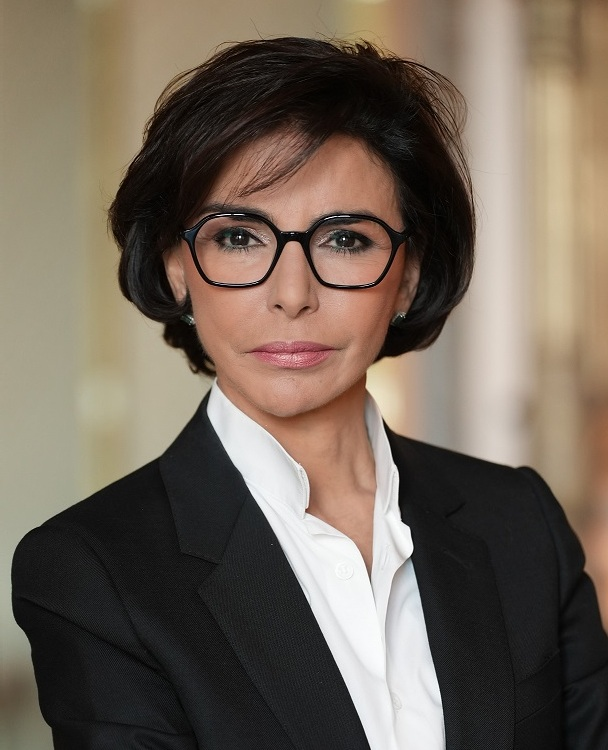
Rachida Dati (* 1965)

- Datianus, römischer Praeses in der Zeit der diokletianischen Christenverfolgung
- Datini, Francesco (1335–1410), italienischer Kaufmann
- Datis, medischer Feldherr des Perserkönigs Dareios I.

### Datk
- Datković, Niko (* 1993), kroatischer Fußballspieler

### Datl
- Datler, Wilfried (* 1957), österreichischer Erziehungswissenschaftler und Hochschullehrer
- Datlow, Ellen (* 1949), US-amerikanische Horror-, Fantasy- und Scence-Fiction-Herausgeberin

### Datn
- Datner, Szymon (1902–1989), polnischer Historiker

### Dato
- Dato, Carlo Actis (* 1952), italienischer Jazzmusiker
- Dato, Davide (* 1990), italienischer Balletttänzer
- Dato, Eduardo (1856–1921), spanischer Jurist und Ministerpräsident
- Dato, Hasna Mohamed (* 1959), dschibutische Politikerin (RPP)
- Dátola, Mariana (* 1975), argentinische Sängerin und Musikpädagogin
- Dátolo, Jesús (* 1984), argentinischer Fußballspieler
- Datome, Luigi (* 1987), italienischer Basketballspieler
- Datonou, Dieudonné (* 1962), beninischer Geistlicher, römisch-katholischer Erzbischof und Diplomat des Heiligen Stuhls
- Datoru, George (* 1977), nigerianischer Fußballspieler

### Dats
- Datsakorn Thonglao (* 1983), thailändischer Fußballspieler
- Datschew, Petar (* 1979), bulgarischer Weitspringer
- Datsik (* 1988), kanadischer DJ und Musikproduzent

### Datt
- Datt, Johann Philipp (1654–1722), deutscher Rechtshistoriker
- Datta, Bibhutibhushan (1888–1958), indischer Mathematikhistoriker
- Datta, Naresh Chandra (1934–2018), indischer Ichthyologe und Ökologe
- Dattan, Adolph (1854–1924), deutsch-russischer Kaufmann
- Dattari, Ghinolfo († 1617), italienischer Sänger und Komponist
- Dattari, Giovanni (1853–1923), italienischer Münzsammler, Numismatiker, Münz- und Antikenhändler
- Dattel, Dany (1939–2023), Abteilungsleiter der insolvent gegangenen Herstatt-Bank
- Dattelbaum, Hans-Joachim (* 1930), deutscher Betriebsleiter und Politiker (FDJ), MdV
- Dattilo, Generoso (1902–1976), italienischer Fußballschiedsrichter und -funktionär
- Dattilo, Kristin (* 1970), US-amerikanische Schauspielerin
- Dattilo, Nicholas Carmen (1932–2004), US-amerikanischer Geistlicher, Bischof von Harrisburg
- Dattke, Miriam (* 1998), deutsche LangstreckenläuferinMiriam Dattke (* 1998)

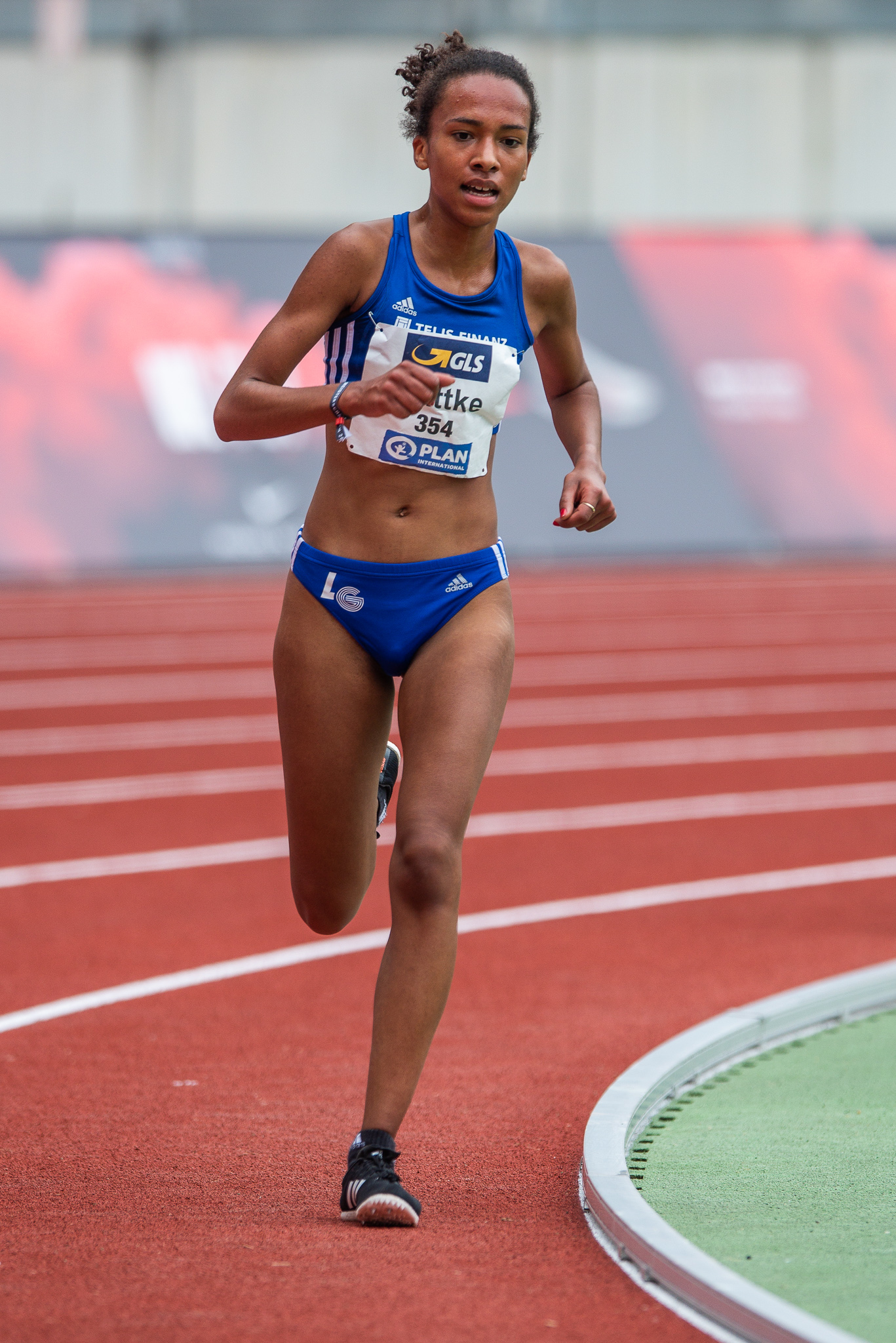
Miriam Dattke (* 1998)

- Dattner, Bernhard (1887–1952), österreichischer Mediziner
- Dattrino, Maurizio (* 1965), Schweizer Berufsoffizier (Brigadier)
- Datty-Ngonga, Sylvie (* 1988), zentralafrikanische Ringerin

### Datu
- Datu Sikatuna, Häuptling auf der philippinischen Insel Bohol
- Datubara, Alfred Gonti Pius (* 1934), indonesischer Ordensgeistlicher, emeritierter Erzbischof von Medan
- Datuk Zakaria Sulong (* 1952), malaysischer Diplomat
- Datukaschwili, Sergo (* 1978), georgischer Handballspieler
- Datuna, David (1974–2022), georgisch-amerikanischer Künstler
- Datunaschwili, Surab (* 1991), serbischer Ringer georgischer Herkunft

### Datw
- Dätwyler, Jean-Daniel (* 1945), Schweizer Skirennläufer
- Dätwyler, Paul (1916–1984), Schweizer Ringer und Schwinger

### Datz
- Datz, Daniel (* 1977), deutscher American-Football-Spieler
- Datz, Gustl (1904–1991), deutscher Schauspieler und Synchronsprecher
- Datz, Sheldon (1927–2001), US-amerikanischer Physiker und Chemiker
- Dätzel, Georg Anton (1752–1847), deutscher katholischer Priester, Jesuit, Forstwissenschaftler, Mathematiker
- Datzig, Elfriede (1922–1946), österreichische Filmschauspielerin
- Datzira, Magalí (* 1997), spanische Jazzmusikerin (Kontrabass, E-Bass, Gesang)
- Datzl, Michael (1821–1898), deutscher Politiker (Zentrum), MdR
- Datzman, Andrea (* 1980), US-amerikanische Komponistin